# シャーロット・マクドネル (第3代アントリム女伯爵)
第3代アントリム女伯爵シャーロット・マクドネル（英語: Charlotte MacDonnell, 3rd Countess of Antrim、1779年8月12日 – 1835年10月26日）は、イギリスの貴族。

## 生涯
初代アントリム侯爵ランダル・ウィリアム・マクドネルとレティシア・ポンソンビー（Letitia Ponsonby、1801年12月7日没、初代ベスバラ伯爵ブラバゾン・ポンソンビーの娘）の娘として、1779年8月12日に生まれた。
1799年7月18日、マーク・ロバート・カー（1776年 – 1840年）と結婚、7男6女をもうけた。
- シドニー（Sydney） - 早世
- ウィリアム（1802年頃 – 1819年）
- マーク - 早世
- チャールズ・フォーテスキュー（Charles Fortescue、1810年4月4日 – 1834年7月26日）
- ヒュー・シーモア（1812年/1813年 – 1855年） - 第4代アントリム伯爵。子供あり
- マーク（1814年 – 1869年） - 第5代アントリム伯爵。子供あり
- アーサー・ションバーグ（Arthur Schomberg、1820年5月16日 – 1856年8月14日） - 1846年3月16日、アグネス・ステュアート・フランクランド（Agnes Steuart Frankland、1909年1月30日没、J・H・フランクランドの娘）と結婚。子供あり
- レティシア・ルイーザ（Letitia Louisa、1885年1月5日没） - 1871年9月2日、コートランド・ジョージ・マグレガー・スキナー（Cortland George Macgregor Skinner）と結婚
- ジョージアナ・エミリー・ジェーン（1881年5月20日没） - 1825年10月17日、フレデリック・バーティー（Frederic Bertie、1793年2月12日 – 1868年2月4日、第4代アビンドン伯爵ウィラビー・バーティー（英語版）の息子）と結婚、子供あり
- キャロライン・メアリー（1889年3月28日没） - 1829年7月29日、ホレス・ロバート・ペッチェル（Horace Robert Pechell、1882年2月22日没、オーガスタス・ペッチェルの息子）と結婚、子供あり
- シャーロット・エリザベス（1866年1月17日没） - 1835年8月22日、第6代準男爵サー・ジョージ・ロバート・オズボーンと結婚、子供あり
- フレデリカ・オーガスタ（1816年頃 – 1864年11月26日） - 1841年3月11日、第5代アビンドン伯爵モンタギュー・バーティー（英語版）と結婚
- エミリー・フランシス（1874年6月5日没） - 1839年1月1日、ヘンリー・リチャードソン（Henry Richardson、1849年没）と結婚。1864年7月7日、ステュアート・マクナーテン（Steuart Macnaghten、初代準男爵サー・フランシス・ワークマン＝マクナーテンの息子）と再婚

1835年10月26日に死去、11月4日に埋葬された。息子ヒュー・シーモアが爵位を継承した。